# Эс (Франция)
Эс (фр. Esse) — коммуна во Франции, находится в регионе Пуату — Шаранта. Департамент — Шаранта. Входит в состав кантона Конфолан-Сюд. Округ коммуны — Конфолан.
Код INSEE коммуны — 16131.
Коммуна расположена приблизительно в 340 км к югу от Парижа, в 70 км юго-восточнее Пуатье, в 65 км к северо-востоку от Ангулема.

## Население
| Год  | Численность | Численность |
| ---- | ----------- | ----------- |
| 1968 | 473         | [ 7 ]       |
| 1975 | 427         | [ 7 ]       |
| 1982 | 466         | [ 7 ]       |
| 1990 | 503         | [ 7 ]       |
| 1999 | 497         | [ 7 ]       |
| 2006 | 512         | [ 7 ]       |
| 2011 | 487         | [ 7 ]       |
| 2013 | 505         |             |
| 2015 | 506         | [ 8 ]       |
| 2016 | 518         | [ 9 ]       |
| 2017 | 498         | [ 10 ]      |
| 2018 | 497         | [ 11 ]      |
| 2019 | 497         | [ 12 ]      |
| 2020 | 501         | [ 13 ]      |
| 2021 | 503         | [ 14 ]      |
| 2022 | 509         | [ 4 ]       |

## Администрация
| Период | Период | Фамилия     | Партия                  | Примечания                             |
| ------ | ------ | ----------- | ----------------------- | -------------------------------------- |
| 1977   | 2008   | Ги Трома    | Социалистическая партия | президент сообщества коммун Конфоланте |
| 2008   | 2014   | Ролан Форжо | Социалистическая партия | шеф-повар                              |

## Экономика
В 2007 году среди 321 человека в трудоспособном возрасте (15—64 лет) 221 были экономически активными, 100 — неактивными (показатель активности — 68,8 %, в 1999 году было 68,5 %). Из 221 активных работали 200 человек (100 мужчин и 100 женщин), безработных было 21 (9 мужчин и 12 женщин). Среди 100 неактивных 18 человек были учениками или студентами, 48 — пенсионерами, 34 были неактивными по другим причинам.

## Достопримечательности
- Приходская церковь Сент-Этьен (XII век). Исторический памятник с 1972 года[16]
- Замок Вильвер[фр.] (1880 год). Исторический памятник с 1988 года[17]
- Реконструкция гальской деревни
- Дольмен Периссак
- Старый мост Бино через реку Иссуар[фр.], соединяющий Брийак и Эс

## Фотогалерея
- Церковь Сент-Этьен
- Замок Вильвер
- Мост Бино